# 罗伯托·马尔松
罗伯托·马尔松（義大利語：Roberto Marson，1944年6月29日—2011年11月7日），意大利男子击剑、游泳、田径运动员。他曾代表意大利参加1964年、1968年、1972年和1976年夏季残疾人奥林匹克运动会，获得十六枚金牌、七枚银牌和三枚铜牌。